# Hunter Renfrow
Hunter Renfrow (Myrtle Beach, Carolina del Sur, 21 de diciembre de 1995) es un jugador profesional estadounidense de fútbol americano que se desempeña en la posición de wide receiver en la National Football League (NFL), actualmente es agente libre.

## Carrera
Fue seleccionado en la quinta ronda en la Reunión Anual de Selección de Jugadores de la NFL de 2019. Hizo su debut profesional con el equipo Oakland Raiders en 2019 que, al año siguiente pasó a llamarse Las Vegas Raiders, donde jugó cinco temporadas, desde marzo de 2024, se encuentra como agente libre.